# Tour of Estonia
Tour of Estonia – wieloetapowy wyścig kolarski rozgrywany od 2013 corocznie w Estonii.
Wieloetapowy wyścig dookoła Estonii powstał w 2013 w miejsce funkcjonujących wcześniej dwóch wyścigów jednodniowych – Tartu Grand Prix oraz Tallinn-Tartu Grand Prix. Od początku istnienia należy do cyklu UCI Europe Tour, w którym ma kategorię 2.1.

## Zwycięzcy
Opracowano na podstawie:
| Rok  | Pierwsze             | Drugie             | Trzecie                |          |
| ---- | -------------------- | ------------------ | ---------------------- | -------- |
| 2013 | Gert Jõeäär          | Fredrik Ludvigsson | Stefan Schumacher      |          |
| 2014 | Eduard-Michael Grosu | Adrian Kurek       | Emīls Liepiņš          |          |
| 2015 | Martin Laas          | Joanis Tamuridis   | Gustav Höög            |          |
| 2016 | Grzegorz Stępniak    | Roman Majkin       | Mihkel Räim            |          |
| 2017 | Karl Patrick Lauk    | Deins Kaņepējs     | Paweł Franczak         |          |
| 2018 | Grzegorz Stępniak    | Andreas Stokbro    | Siarhiej Papok         |          |
| 2019 | Mihkel Räim          | Matthias Brändle   | Rudy Barbier           |          |
| 2020 | odwołany             | odwołany           | odwołany               | odwołany |
| 2021 | Karl Patrick Lauk    | Martin Laas        | Polichronis Dzordzakis |          |
| 2022 | Evaldas Šiškevicius  | Norman Vahtra      | Kaden Groves           |          |
| 2023 | Rasmus Bøgh Wallin   | Matias Malmberg    | Norman Vahtra          |          |
| 2024 | Siim Kiskonen        | Karl Patrick Lauk  | Rait Ärm               |          |
| 2025 |                      |                    |                        |          |